# Iker Amorrortu
Iker Amorrortu Andrinua (Guernica y Luno, Vizcaya, 17 de octubre de 1995) es un futbolista español que juega en la posición de delantero en el Arenas Club de la  Segunda Federación.

## Trayectoria
Iker se formó en las filas del club de su localidad, la S. D. Gernika. En 2015 se marchó al Bermeo, con el que debutó en Tercera División. En junio de 2016 se incorporó al filial de la S. D. Eibar, el C. D. Vitoria, con el que logró el ascenso a Segunda B. Sin embargo, en enero de 2018 se marchó al C. D. Basconia de Tercera División, segundo filial del Athletic Club, que encadenaba una racha de malos resultados. Después de lograr el objetivo de la permanencia, fue cedido a la Cultural de Durango de Segunda B con la que anotó siete tantos. Tras el descenso del club vizcaíno, se incorporó libre a la S. D. Amorebieta con la que volvió a marcar siete goles.
De cara a la temporada 2020-21 se marchó al C. D. Calahorra, consiguiendo una idéntica cifra de goles. El 8 de julio de 2021 regresó a la S. D. Amorebieta, recién ascendida a Segunda División. El 22 de enero de 2022 rescindió su contrato tras haber disputado diez partidos en los que logró dos goles. Cinco días después firmó por el C. D. Numancia que por aquel entonces militaba en la Segunda División RFEF.
El 5 de julio de 2023, firma por el Algeciras Club de Fútbol de la Primera División RFEF.
El 3 de enero de 2023, firma por el Club Deportivo Tudelano de la Segunda Federación.

## Clubes
| Club                    | País   | Año         |
| ----------------------- | ------ | ----------- |
| Bermeo FT               | España | 2015-2016   |
| C. D. Vitoria           | España | 2016-2017   |
| C. D. Basconia          | España | 2018        |
| Cultural de Durango     | España | 2018-2019   |
| S. D. Amorebieta        | España | 2019-2020   |
| C. D. Calahorra         | España | 2020-2021   |
| S. D. Amorebieta        | España | 2021-2022   |
| C. D. Numancia          | España | 2022-2023   |
| Algeciras CF            | España | 2023        |
| Club Deportivo Tudelano | España | 2024        |
| Arenas Club             | España | 2024 - Act. |